# クリスティアン・パボン
クリスティアン・ダビド・パボン（Cristian David Pavón、1996年1月21日 - ）は、アルゼンチン・コルドバ出身のサッカー選手。元アルゼンチン代表。グレミオFBPA所属。ポジションはFW。

## クラブ経歴

### キャリア初期
1996年1月21日、アルゼンチンのコルドバ郊外の町アニサケーテで4人兄弟の末っ子（その後妹も生まれた）として生まれた。兄たちが何かしらのレベルでサッカーをプレーしている影響もあり、サッカーを始めた。幼い頃に父親が失業したことでサッカーを諦めざるを得なかった際には隣町に住む親戚がサッカーを続けるための手伝いを申し出てくれた。やがて、クリスティアンと兄の1人ロドリゴはそれぞれのクラブでトップチーム入りを果たし、対戦した際にはロドリゴがPKを決めたが、クリスティアンは自ら2ゴールを決めて3-1の勝利を収めた。その後、当時2部リーグに在籍中だったタジェレス・デ・コルドバでブレイクし、そのシーズンは22チーム中20位と振るわなかったが、パボン個人の活躍はブエノスアイレスの強豪ボカ・ジュニアーズの目に留まった。

### ボカ・ジュニアーズ
2014年7月9日、移籍金130万ユーロでボカ・ジュニアーズに移籍。
1年目は2部リーグのCAコロンに期限付き移籍した。10月5日、インスティトゥート・デ・コルドバとのアウェイ戦でエリア外から2つのゴールを決めた。リーグ最終節でコロンは1部昇格を果たした。
ボカに復帰すると、2016-17シーズンはリーグ戦30試合に出場して9ゴール9アシストを記録してリーグ優勝に貢献した。両WGでプレーでき、並外れたスピードとパスセンスの高さからアルゼンチンで最も有望な選手として期待された。
2017-18シーズンは全コンペティションで36試合に出場して7ゴール20アシストを記録し、ボカのリーグ2連覇に貢献。個人としてもシーズン最優秀選手に選ばれた。
2018年1月にはプレミアリーグのアーセナルへの移籍が噂されたが実現することはなく、その後もチェルシーやマンチェスター・シティ、リーグ・アンのパリ・サンジェルマン、ASモナコ、リオネル・メッシがバルセロナ上層部に獲得を求めるなどヨーロッパの複数のクラブとの噂が出たがいずれも実現することはなくボカに留まることになった。
7月、ヨーロッパからパボンにオファーが殺到している状況に乗じて、当時のボカの会長はより多くの移籍金を得るために新たに4年の契約延長を提示し、違約金を5,000万€に設定した。しかし、2017-18シーズンの好調な成績とは打って変わって2018-19シーズンは度々負傷を繰り返すようになった。
負傷の影響で思うようなキャリアが築けずにいたパボンは2019年8月8日、2017-18シーズンにボカを指揮したギジェルモ・バロス・スケロット監督が率いるロサンゼルス・ギャラクシーに買い取りオプション付きの期限付き移籍をした。8月25日、ロサンゼルスFCとの試合で移籍後初ゴールを決めた。
かつての恩師とタジェレスでのアカデミーで共に過ごしたファビオ・アルバレスに再会すると、ズラタン・イブラヒモビッチらとも共闘し35試合出場14ゴールを記録した。
翌年にボカに戻ったが怪我の影響もあって出場機会は限られ、ボカのミゲル・アンヘル・ルッソ監督にクラブを離れたいことを伝えた。同時期にLAギャラクシーも再獲得のオファーをしたが、ボカは移籍金に2,000万$近くを要求し、コロナウイルスのパンデミックによって経済的に大きな打撃を受けていたLAギャラクシーはその移籍金を支払うことができず再獲得を断念した。
2021年7月13日、ラ・ボンボネーラで行われたコパ・リベルタドーレス2021決勝トーナメント1回戦1stレグアトレチコ・ミネイロ戦(0-0)に先発出場。前半半ばにプルボ・ゴンザレスがヘディングでネットを揺らすも、直前にボカのFWノルベルト・ブリアスコがアトレチコのDFナタン・シウバを後ろから押したとして、VARでチェックした上で取り消された。試合後、このシーンは誤審と認められて主審らにも処分が下されたが、試合の結果は変わらなかった。
20日、2ndレグで対戦するとパボンは1stレグ同様に先発で出場。スコアレスで迎えた後半にボカのマルセロ・ウェイガンがゴールネットを揺らしたが、VARの結果、別の選手の右肘ないし右ひざがわずがに出ていたとしてオフサイドと判定され再び得点を取り消された。そのまま得点は生まれずPK戦に突入するも3人が失敗して1-3で敗れた。
試合後、VARによって2試合連続で不当にゴールが取り消されたことと勝利したアトレチコのスタッフからの執拗な挑発に憤慨したボカの選手たちは、審判団やアトレチコのロッカルームに押しせて三者入り乱れる形で暴動に発展。警察も出動しボカ側は8人（選手5人とスタッフ3人）の身柄が一時的に拘束された。
しばらくしてからCONMEBOLは一連の暴動についての処分を発表し、パボンには3万$の罰金とCONMEBOLが主催する大会で6試合の出場停止処分が科された。
2021年12月12日、CAセントラル・コルドバ戦では2ゴール2アシストの活躍でチームは大勝(8-1)を収めた。
大勝から数日後にボカから契約延長を打診されるも、クラブから退団する意向を表明していたパボンはこれを拒否。そのため2022年のリベルタドーレスのメンバーリストに登録されず、その他のコンペティションでもベンチ入りすら許されずクラブとの関係性は破綻した。

### アトレチコ・ミネイロ
2022年7月3日、アトレチコ・ミネイロに3年契約で移籍した。8月8日、アトレチコ・パラナエンセ戦で移籍後初ゴールを決めた。
2023年1月、コパ・リベルタドーレス2023に際して、CONMEBOLは2021年の暴動についての出場停止処分は未だ有効であるとの見方をしていたが、アトレチコ側は結果的にはメンバー外であったもののメンバー登録可能な状態ではあったため6試合の出場停止処分はボカ在籍中に既に精算されていると主張。スイスのスポーツ仲裁裁判所で争ったが裁判所はアトレチコ側の主張を退けて6試合の出場停止を命じた。
5月4日、6試合の出場停止を明けたパボンはアリアンサ・リマ戦で先発出場した。およそ2年ぶりとなるリベルタ杯だったが、パボンはイゴール・ゴメスの先制点をアシストした。1週間後、移籍後初めてフル出場したカンピオナート・ブラジレイロ・セリエA・クイアバ戦で1ゴール2アシストの活躍をした。
ベロオリゾンテのクラブでは出場した試合のうち半分近くが途中からの出場であり、パボンは十分な居場所を作れずにいた。すると、プロデビューを果たしたタジェレスのサポーターらはSNSで「#Pavón a Talleres（訳: パボンをタジェレスに！）」をつけて投稿しパボンの復帰を強く求めた。しかし、クラブ関係者同士で話し合った際にアトレチコはタジェレスに1,000万$近くの法外な移籍金を要求したためタジェレスが支払うことは経済的に難しく、復帰は叶わなかった。

### グレミオ
2024年2月16日、グレミオFBPAに2026年12月までの契約で移籍した。
加入翌日、カンピオナート・ガウショのサンタクルス戦で2-2で迎えた後半から出場するとデビュー戦でゴールを挙げた。

## 代表経歴

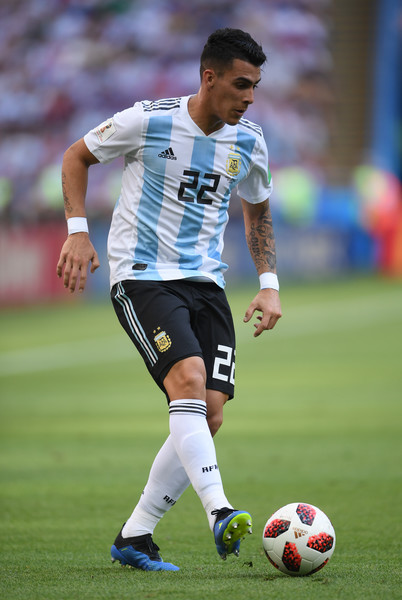
ロシアW杯・フランス戦でのパボン（2018年）

U-17チームではUAEで開催された2013年のU-17ワールドカップに出場して4位になるも、2015年のU-20ワールドカップでは1試合も白星を挙げられず（2分1敗）グループリーグ敗退となった。
2016年にはU-23アルゼンチン代表の一員としてリオデジャネイロ五輪に参加した。
2017年11月11日、ロシアとのフレンドリーマッチでエドゥアルド・サルビオとの交代でA代表初出場するとセルヒオ・アグエロのゴールの起点となるパスをした。さらに、14日のナイジェリア戦では先発出場してアシストを記録した。
2018年5月、2018 FIFAワールドカップに参加する代表メンバー23人の一人に選ばれ、全4試合に出場した。

## 個人成績

### クラブでの成績
2024年2月17日現在
| クラブ                | シーズン       | リーグ戦                | リーグ戦 | リーグ戦 | カップ戦 | カップ戦 | 国際大会 | 国際大会 | その他 | その他 | 通算 | 通算 |
| クラブ                | シーズン       | ディビジョン            | 出場     | 得点     | 出場     | 得点     | 出場     | 得点     | 出場   | 得点   | 出場 | 得点 |
| --------------------- | -------------- | ----------------------- | -------- | -------- | -------- | -------- | -------- | -------- | ------ | ------ | ---- | ---- |
| タジェレス            | 2013-14        | プリメーラB・ナシオナル | 19       | 4        | 1        | 0        | —        | —        | —      | —      | 20   | 4    |
| コロン (loan)         | 2014           | プリメーラB・ナシオナル | 20       | 5        | 1        | 0        | —        | —        | —      | —      | 21   | 5    |
| ボカ・ジュニアーズ    | 2015           | スーペルリーガ          | 6        | 2        | 1        | 0        | 2        | 0        | —      | —      | 9    | 2    |
| ボカ・ジュニアーズ    | 2016           | スーペルリーガ          | 3        | 0        | —        | —        | 7        | 2        | 0      | 0      | 10   | 2    |
| ボカ・ジュニアーズ    | 2016-17        | スーペルリーガ          | 30       | 9        | 4        | 3        | 1        | 2        | —      | —      | 35   | 14   |
| ボカ・ジュニアーズ    | 2017-18        | スーペルリーガ          | 26       | 6        | 3        | 0        | 6        | 1        | 1      | 0      | 36   | 7    |
| ボカ・ジュニアーズ    | 2018-19        | スーペルリーガ          | 14       | 4        | 3        | 0        | 12       | 2        | 8      | 1      | 37   | 7    |
| ボカ・ジュニアーズ    | 2020-21        | スーペルリーガ          | —        | —        | —        | —        | 5        | 0        | 4      | 0      | 9    | 0    |
| ボカ・ジュニアーズ    | 2021           | スーペルリーガ          | 25       | 4        | 4        | 0        | 2        | 0        | —      | —      | 31   | 4    |
| ボカ・ジュニアーズ    | 通算           | 通算                    | 104      | 25       | 15       | 3        | 35       | 7        | 13     | 1      | 167  | 36   |
| LAギャラクシー (loan) | 2019           | MLS                     | 13       | 4        | 0        | 0        | —        | —        | 0      | 0      | 13   | 4    |
| LAギャラクシー (loan) | 2020           | MLS                     | 22       | 10       | —        | —        | —        | —        | —      | —      | 22   | 10   |
| LAギャラクシー (loan) | 通算           | 通算                    | 35       | 14       | 0        | 0        | —        | —        | 0      | 0      | 35   | 14   |
| アトレチコ・ミネイロ  | 2022           | ブラジレイロ・セリエA   | 18       | 1        | —        | —        | —        | —        | —      | —      | 18   | 1    |
| アトレチコ・ミネイロ  | 2023           | ブラジレイロ・セリエA   | 33       | 3        | 4        | 0        | 6        | 0        | 7      | 1      | 50   | 4    |
| アトレチコ・ミネイロ  | 2024           | ブラジレイロ・セリエA   | —        | —        | —        | —        | —        | —        | 4      | 0      | 4    | 0    |
| アトレチコ・ミネイロ  | 通算           | 通算                    | 51       | 4        | 4        | 0        | 6        | 0        | 11     | 1      | 72   | 5    |
| グレミオ              | 2024           | ブラジレイロ・セリエA   |          |          |          |          |          |          |        |        |      |      |
| キャリア総通算        | キャリア総通算 | キャリア総通算          | 229      | 52       | 21       | 3        | 41       | 7        | 24     | 2      | 315  | 64   |

1. ↑  スーペルコパ・アルヘンティーナ
2. ↑  コパ・デ・ラ・スーペルリーガ・アルヘンティーナ7試合出場1得点、スーペルコパ・アルヘンティーナ1試合に出場
3. ↑  コパ・デ・ラ・リーガ・プロフェシオナル
4. 1 2  カンピオナート・ミネイロ

## 代表歴

### 出場大会
- U-17アルゼンチン代表
  - 2013年 - 2013 FIFA U-17ワールドカップ（4位）
- U-20アルゼンチン代表
  - 2015年 - 2015 FIFA U-20ワールドカップ（グループリーグ敗退）
- U-23アルゼンチン代表
  - 2016年 - リオデジャネイロ五輪（グループリーグ敗退）
- アルゼンチンA代表
  - 2018年 - 2018 FIFAワールドカップ（ベスト16）

### 試合数
- 国際Aマッチ 11試合 0得点（2017年-2018年）[32]

| アルゼンチン代表 | 国際Aマッチ | 国際Aマッチ |
| 年               | 出場        | 得点        |
| ---------------- | ----------- | ----------- |
| 2017             | 2           | 0           |
| 2018             | 9           | 0           |
| 通算             | 11          | 0           |

## タイトル
ボカ・ジュニアーズ
- プリメーラ・ディビシオン: 2015, 2016-17, 2017-18
- コパ・アルヘンティーナ: 2014-15, 2019-20
- スーペルコパ・アルヘンティーナ: 2018

アトレチコ・ミネイロ
- カンピオナート・ミネイロ: 2023

個人
- レキップ選出21歳以下のサッカー選手ベスト50: 2017年
- スーペルリーガ年間最優秀選手: 2017-18
- スーペルリーガアシスト王: 2017-18